# أهل الكهف (مسرحية)

أهل الكهف هي مسرحية شهيرة من تأليف الكاتب المصري توفيق الحكيم، نُشرت لأول مرة عام 1933. تعتبر من أشهر أعمال الحكيم التي تجمع بين الفلسفة، الدراما الاجتماعية، و الرمزية. المسرحية تستلهم من الأسطورة الدينية الشهيرة ل"أصحاب الكهف" الذين ناموا في كهف لأجيال عديدة، ولكن الحكيم يعيد تقديم هذه القصة في سياق فلسفي حديث، حيث يعكس من خلالها مفاهيم مثل الزمن، الحرية، و التغيير الاجتماعي. نشرت عام 1933 وهي من إخراج الفنان زكي طليمات. طبعت المسرحية مرتين في عامها الأول كما ترجمت إلى الفرنسية والإيطالية والإنجليزية.

## مضمون المسرحية
المسرحية تدور حول مجموعة من الشبان الذين يهربون من ظلم الملك ويتوارون في كهف ليمضوا فيه سنين طويلة في نوم عميق. وعندما يستفيقون، يكتشفون أن الزمان قد تغير بشكل كامل، ويواجهون تحديات في التكيف مع هذا العالم الجديد الذي لا يشبه الذي كانوا يعرفونه. 
تعد المسرحية دراسة فلسفية حول فكرة الزمن ودوره في تغيير المجتمعات، كما أنها تسلط الضوء على فكرة الثبات والتغيير، كيف أن الإنسان يسعى للهرب من الواقع ويظل حبيسًا لزمانه ومكانه، ولكنه حين يواجه العالم المتغير، يكتشف أن كل شيء قد تغير.

## الشخصيات الرئيسية
1. **الشاب الأول (الراوي)**: هو الشخصية التي تأخذ دور السارد، ويسهم في تقديم الأحداث بشكل تدريجي. يتميز بالعقلانية والتأمل.
2. **الشاب الثاني**: يتميز بتفكير عاطفي وعصبي. يعبر عن حالة الضياع والانقسام بين القديم والجديد بعد الاستيقاظ من نومه الطويل.
3. **الشاب الثالث**: يُظهر نوعًا من التفكير الفلسفي المعقد، يشكك في كل شيء ويبحث عن معنى أعمق للوجود.
4. **الملك الظالم**: يمثل الشر والظلم في الرواية. هو السبب الرئيس في لجوء الشبان إلى الكهف. يتجسد في شخصيته العنف والقهر الذي يمارسه الحاكم على الرعية.
5. **المرأة الحكيمة**: هي الشخصية التي تمثل الحكمة والمعرفة، وتساعد الشبان في فهم التغيرات التي طرأت على العالم منذ اختفائهم.

## الرمزية في المسرحية
تمثل المسرحية رمزية كبيرة من خلال الكهف نفسه، الذي يُعتبر موضع العزلة والهرب من الواقع. يرمز الكهف إلى الحماية من العالم المعقد، ولكن عند الخروج منه، يكتشف الشخصيات أن الواقع قد تغير تمامًا، مما يثير تساؤلات حول الزمن، والحياة، والحرية.

## تأثير المسرحية
ساهمت *أهل الكهف* في رفع الوعي الفلسفي لدى الجمهور العربي، خاصة في تلك الفترة، حيث كانت تتوالى التغيرات الاجتماعية والسياسية. كما استكشف توفيق الحكيم في المسرحية تفاعلات الإنسان مع مجتمعه، وكيفية تأثير الزمن والمجتمع على تطور الفكر الإنساني.
تعتبر المسرحية أيضًا من أعمال توفيق الحكيم التي قدم فيها صورة عن العلاقة بين الإنسان ومحيطه وتوجهاته الفكرية، وفي كثير من الأحيان، يدمج الحكيم الرمزية الدينية مع أفكار معاصرة لخلق عمل درامي يعكس التحديات الوجودية التي يواجهها الإنسان.

## مفاهيم فلسفية
- **الزمن**: زمن المسرحية ليس مجرد تسلسل زمني بل هو مفهوم فلسفي يعبر عن التغيرات الكبرى في الحياة البشرية والمجتمعات.
- **الحرية**: السعي للهرب من الواقع يطرح مسألة الحرية وما إذا كانت العزلة والهروب يمكن أن يوفرا الأمان أو العكس.
- **التغيير**: كيف أن الإنسان يكون في أغلب الأحيان غير قادر على التكيف مع التغيرات الكبيرة التي تحدث في المجتمع.
تُعد *أهل الكهف* عملًا محوريًا في الأدب المسرحي العربي، وتبرز قدرة توفيق الحكيم على الجمع بين الأدب والفلسفة في طرح قضايا إنسانية بعمق.